# أميت شاه
أميت شاه هو سياسي هندي، ولد في 22 أكتوبر 1964 في مومباي في الهند. نشط حزبياً في حزب بهاراتيا جاناتا.

## مناصب
- انتخب وزير الشؤون الداخلية [الإنجليزية]‏ (2019 – 2020).
- انتخب Member of the 17th Lok Sabha ‏ عن دائرة Gandhinagar Lok Sabha constituency [الإنجليزية]‏ وقد انضم خلال فترته النيابية [الإنجليزية]‏ للكتلة البرلمانية حزب بهاراتيا جاناتا.
- انتخب عضو راجيا سابها [الإنجليزية]‏ عن دائرة كجرات ‏ وقد انضم خلال فترته النيابية (19 أغسطس 2017 – ) للكتلة البرلمانية حزب بهاراتيا جاناتا.
- انتخب عضو الجمعية التشريعية في ولاية كجرات ‏.

## وصلات خارجية
- الموقع الرسمي